# Arrow (izraelská raketa)

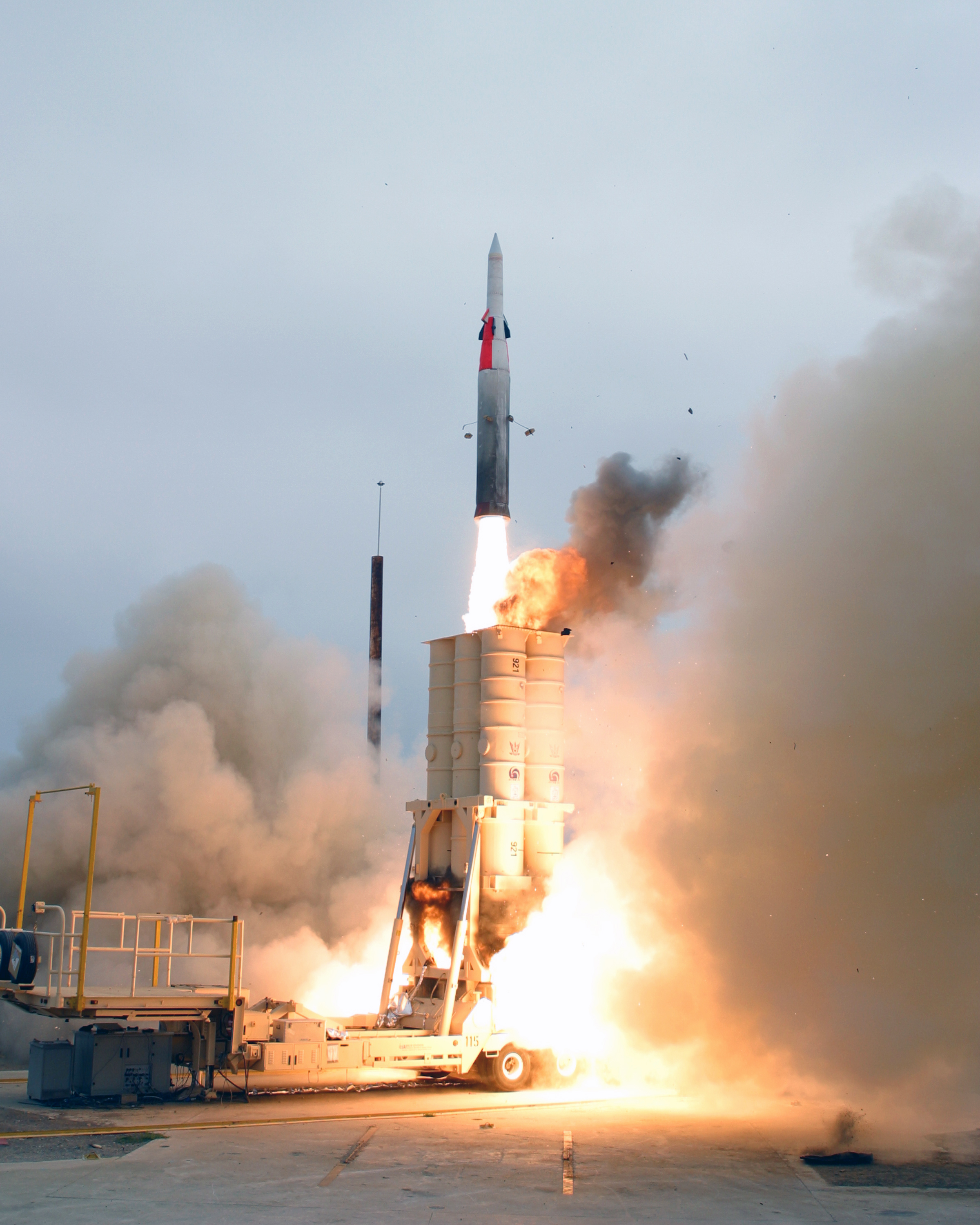
Protiraketová střela Arrow při startu

Arrow (hebrejsky: חץ, Chec, tj. doslova „Šíp“) je systém protiraketové obrany vybudovaný Izraelem v oboustranné spolupráci se Spojenými státy.

## Historie
Izrael, vědom si nebezpečí od svých arabských sousedů v otázce balistických střel, začal v roce 1986 práce na systému protiraketové obrany, nazvaném Arrow. Tyto obavy se za Války v Zálivu v roce 1991 ukázaly být opodstatněnými. Avšak vzhledem k nedostatku financí na vývoj protiraketového systému, musel Izrael uzavřít Memorandum o porozumění s americkou vládou, která v tom viděla příležitost jak získat naváděcí technologie pro systém THAAD, takže se zavázala spolufinancovat a spoluvyvíjet izraelský systém protiraketové obrany trpící nedostatkem prostředků. K prvnímu testu protiraketového systému došlo 9. srpna 1990.
Arrow II je systém zamýšlený k uspokojení požadavků Izraele na stíhač raket schopný bezpečně ubránit průmyslová a populační centra Izraele, a který zároveň podpoří vývoj nových amerických pokročilých ABM technologiemi, které budou moci být zabudovány do amerického systému obrany bojiště.
Arrow II je antiraketa dlouhého dosahu, což vyplývá z logické myšlenky nechat sestřelit nepřátelskou ICBM/IRBM ještě daleko od cíle a pokud možno nad nepřátelským územím. Svůj cíl ničí fragmentovanou hlavicí či výbušninou odpalovanou tak, že raketě stačí navést se do okruhu 50 metrů od nepřátelské střely. Systém Arrow je ve všech ohledech na likvidaci ICBM lepší než Patriot, a velmi pravděpodobně se jedná o nejlepší systém protiraketové obrany na celém světě.
Spolu se systémem Arrow je vyvíjeno taktické středisko řízení palby pojmenované „Citronovník“. Celý protibalistický program je nazván Homa a je schopen detekovat a zaměřovat nepřátelské střely ve vzdálenostech (o málo) větších než 500 km a sestřelit cílovou střelu ve vzdálenosti 50–90 km (podle některých zdrojů (16 až 48 km) ve výšce od 10 do 40 km nad povrchem země. Řídící středisko je schopno zároveň sledovat, zaměřovat a ničit 14 samostatných cílů.
V nedávné době (2017) byl vyvinut a uveden do provozu systém Arrow III a byly započaty vývojové práce na systému Arrow 4.